# 僑雄國際
僑雄國際控股有限公司，簡稱僑雄國際控股，以及僑雄國際（英語：Kiu Hung Energy Holdings Limited，港交所：0381），在2008年8月7日成立。
前身為「僑雄能源控股有限公司」。
業務除了經營開採及勘探天然資源，地區包括內蒙古自治區古爾班哈達煤礦、黃花山煤礦，以及巴彥呼碩煤田總代價為8.4億港元，還經營玩具及禮品業務。
總部位於香港中環都爹利街8-10號香港鑽石會大廈20樓。現時董事會主席為許奇鋒。總裁為余允抗。
2019年9月11日，僑雄國際公布，公司與獨立第三方之賣方訂立買賣協議，以代價1.7億元收購湖北金草堂藥業51%股權，公司於完成後向賣方發行可換股債券支付。以每股兌換價0.1元發行最多17億股兌換股份，相當公司擴大後之已發行股本約14.67%。湖北金草堂藥業主要從事開發中草藥育種及種植技術以及加工及銷售中草藥產品。該公司的生產基地乃位於湖北省十堰市竹山縣，擁有的林地總面積為8,757畝，在林地附近建有生產廠房及設備。

## 連結
- kh381.com （页面存档备份，存于）